# Éric Charden

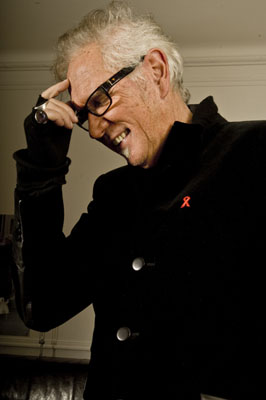
Éric Charden (2008)

Éric Charden (* 15. Oktober 1942 in Hải Phòng, Französisch-Indochina, als Jacques Puissant; † 29. April 2012) war ein französischer Sänger und Chansonnier.

## Leben
Jacques Puissant wurde 1942 als Sohn eines französischen Ingenieurs und einer tibetanischen Mutter in Hải Phòng im heutigen Vietnam geboren. Seine ersten sieben Lebensjahre verbrachte er dort, bevor er mit seiner Familie nach Marseille zog. Nach seinem Schulabschluss studierte er an der École des hautes études commerciales de Paris.
Im Jahr 2010 wurde bei ihm ein Hodgkin-Lymphom, ein bösartiger Tumor im Lymphsystem, diagnostiziert, an dessen Folgen er im April 2012 verstarb.

## Diskografie (Auswahl)
Alben
- 1963: J’ai la tête pleine de Provence
- 1965: Amour limite zéro
- 1968: Le monde est gris
- 1969: La Chine
- 1974: 14 ans les gauloises
- 1976: C’est boum la vie
- 1977: Pense à moi
- 1978: Promène
- 1980: J’t’écris
- 1981: Au milieu
- 1984: D’amour
- 1992: Je rocke ma vie
- 1995: Indochine 42
- 2002: Le magnifique mensonge
- 2003: J’suis snob
- 2007: Amalavague
- 2012: Made in France

Musicalsoundtracks
- 1982: Mayflower
- 1982: L’Opéra vert
- 1982: Cinquième dimension

Seriensoundtracks
- 1979: Albator, le corsaire de l’espace
- 1979: La Bataille d’Albator
- 1980: Enfant, c’est le matin (Thème d’Eolia)
- 1980: San Ku Kaï
- 1980: San Ku Kaï : la guerre
- 1982: Onze pour une coupe
- 1999: Albator 2000

## Werke
- 2002: Le Monde est gris, le monde est bleu, Paris, NM7 éditions, (ISBN 978-2-913973-33-6)
- 2003: La Baraque au néon, Paris, J. Attias, (ISBN 978-2-913973-38-1)
- 2012: De l’encre sur les doigts, éditions Didier Carpentier, (ISBN 978-2-84167-781-8)